# Fayza Lamari
Fayza Lamari (* 1974) ist eine ehemalige algerische Handballspielerin. Sie spielte von den späten 1990er- bis Anfang der 2000er-Jahre in der französischen Division 1 für die AS Bondy. Sie spielte auf der Position Rechtsaußen.
Sie ist die Mutter der Fußballspieler Kylian und Ethan Mbappé.